# 李惟觀
李惟觀（1530年—？年），字動可，號賓吾，四川瀘州人，民籍，三月初一日生，行三，治《書經》，明朝政治人物。

## 生平
由州學生中式嘉靖四十年（1561年）辛酉科四川鄉試第三十四名舉人，年三十三歲中式嘉靖四十一年（1562年）壬戌科會試中式第一百十九名，第三甲第二十五名進士。授寧國府推官，曾代理知府事，四十四年十一月选授廣東道試監察御史，隆庆二年（1568年）正月升湖廣按察司，五年五月升陕西布政司左參議。致仕歸，著有《西台疏草》。

## 家族
曾祖李瓊；祖李宗盛，歲貢生；父李鏊，字叔武，知縣；母劉氏。永感下。兄惟喬（學正）；惟端；惟肅；惟交；惟康，弟惟醇；惟熙。